# ديوان الطيران المدني والمطارات
ديوان الطيران المدني والمطارات (بالفرنسية: Office de l'aviation civile et des aéroports)‏ هي شركة عمومية تونسية أنشائت في 30 جوان 1998 بتعويض ديوان الموانئ الجوية بتونس الذي أنشأ في 3 جويلية 1970. يقوم الديوان بإدارات وتسيير المطارات التونسية ومراقبة الحركة الجوية وتحرير المستندات الخاصة بالأشخاص العاملين في المجال الجوي.

## وصلات خارجية
- (بالعربية) ديوان الطيران المدني والمطارات التونسي
- ديوان الطيران المدني والمطارات (بالفرنسية)